# Atletismo nos Jogos Pan-Americanos de 1979 - Revezamento 4x400 m feminino
A prova do revezamento 4x400 m feminino nos Jogos Pan-Americanos de 1979 foi realizada em San Juan, Porto Rico.

## Medalhistas
| Ouro                                                                          | Prata                                                                    | Bronze                                                                      |
| USA Estados Unidos Essie Kelley Sharon Dabney Patricia Jackson Rosalyn Bryant | CUB Cuba Ana Luisa Guibert Nery McKeen Ana Fidelia Quirot Aurelia Pentón | CAN Canadá Anne Mackie-Morelli Jeanette Wood Marita Payne Micheline Racette |

### Final
| Posição           | Nação              | Nomes                                                               | Tempo  | Notas |
| ----------------- | ------------------ | ------------------------------------------------------------------- | ------ | ----- |
| Medalha de ouro   | USA Estados Unidos | Essie Kelley, Sharon Dabney, Patricia Jackson, Rosalyn Bryant       | 3:29.4 |       |
| Medalha de prata  | CUB Cuba           | Ana Luisa Guibert, Nery McKeen, Ana Fidelia Quirot, Aurelia Pentón  | 3:36.3 |       |
| Medalha de bronze | CAN Canadá         | Anne Mackie-Morelli, Jeanette Wood, Marita Payne, Micheline Racette | 3:37.6 |       |
| 4                 | BRA Brasil         |                                                                     | 3:45.7 |       |
| 5                 | PUR Porto Rico     |                                                                     | 3:49.4 |       |